# الکساندر گرسچنکرون
الکساندر گرسچنکرون (Alexander Gerschenkron) (روسی: Александр Гершенкрон) (زادهٔ ۱ اکتبر ۱۹۰۴ – درگذشتهٔ ۲۶ اکتبر ۱۹۷۸)، مورخ اقتصادی آمریکایی متولد روسیه و استاد دانشگاه هاروارد بود، وی در مکتب اقتصادی اتریش آموزش دیده بود.
گرسچنکرون که در اودسا، بخشی از امپراطوری وقت روسیه، متولد شده بود در جریان جنگ داخلی روسیه در ۱۹۲۰ میلادی به اتریش فرار نمود، در آنجا وارد دانشگاه وین شده و در ۱۹۲۸ میلادی مدرک دکترای خود را کسب کرد. پس از آنشلوس در ۱۹۳۸ میلادی، به ایالات متحده مهاجرت کرد.

## پس‌زمینه
گرسچنکرون در یک خانواده نخبه طبقه روشنفکر روسی در اودسا متولد شد. هنگامی که ۱۶ سال داشت، او و پدرش در جریان دوره انقلاب بلشویکی روسیه را ترک نمودند. آن‌ها درنهایت در وین، اتریش مسکن گزین شدند. وی خودش به تنهایی به آموزش زبان‌ها، از جمله آلمانی و لاتین پرداخت. در ۱۹۲۴ میلادی، او در مدرسه اقتصاد، دانشگاه وین پذیرفته شده و در ۱۹۲۸ میلادی فارغ‌التحصیل گردید.
پس از فارغ‌التحصیل شدن از دانشگاه، گرسچنکرون ازدواج نمود و یک فرزند داشت. در شهر وین، او به عنوان نماینده یک شرکت ماشین بلژیکی مشغول کار شد. او برای سه سال در این شرکت کار نمود، اما بعداً تصمیم گرفت تا خود را وقف سیاست نماید، به‌ویژه همراه با سوسیال دموکرات‌ها. با این وجود، پس از جنگ داخلی اتریش این حزب در ۱۹۳۴ میلادی فعالیت خود را متوقف کرد.
در ۱۹۳۸ میلادی، پس از ضمیمه سازی اتریش به رایش آلمان، گرسچنکرون و خانواده وی به ایالات متحده مهاجرت نمودند. چارلز گولیک، استاد در دانشگاه کالیفرنیا، برکلی از گرسچنکرون دعوت نمود تا به عنوان دستیار پژوهشی وی کار نماید. گرسچنکرون دوازده ماه را به پژوهش و نوشتن گذراند تا در تهیه کتاب گولیک تحت عنوان اتریش: از هابسبورگ تا هتلر، به وی کمک نماید. او برای پنج سال در دانشگاه کالیفرنیا، برکلی مشغول پژوهش بود و بعداً در ۱۹۴۳ میلادی به واشینگتن دی‌سی نقل مکان کرد تا به شورای فدرال رزرو بپیوندند.
در ۱۹۴۴ میلادی، او در شعبه‌های پژوهش و آمار فدرال رزرو کار کرد. در جریان مدت زمانی که در شورای فدرال رزرو بود، گرسچنکرون جای‌گاهی برای خود به عنوان متخصص اقتصاد شوروی پیدا نمود. دانش وی برای شورا از اهمیت حیاتی برخوردار بود، چون در آن زمان روابط میان اتحاد جماهیر شوروی و ایالات متحده یک موضوع مرکزی محسوب می‌گردید. او برای چهار سال در فدرال رزرو کار کرد و در نهایت به رئیس بخش بین‌المللی ترفیع داده شد.
در ۱۹۴۵ میلادی، گرسچنکرون شهروند ایالات متحده شد و در ۱۹۴۸ میلادی فدرال رزرو را ترک نمود تا سمتی در دانشگاه هاروارد به عنوان استاد دائم را بپذیرد. او برای ۲۵ سال استاد اقتصاد در هاروارد بود. در این دانشگاه، او تاریخ اقتصاد و مطالعات شوروی تدریس می‌کرد.
مورخ اجتماعی آلمانی مارسیل وان دیر لیندن، در یک مقاله پژوهشی اخیر خود تشریح می‌نماید که گرسچنکرون عضو حزب کارگران سوسیال دموکرات اتریش، یکی از دو حزب عمده در اتریش که با فدراسیون اتحادیه تجاری اتریش (ÖGB) و مجلس کارگران اتریش (AK) پیوند داشت و بعدتر عضو حزب کمونیست اتریش بود، اما هر دو حزب در میان سال‌های ۱۹۳۳ و ۱۹۴۵ میلادی هم تحت رژیم حزب وطن‌پرستان و هم در زمان کنترل اتریش توسط رایش سوم پس از آنشلوس ۱۹۳۸ ممنوع اعلام گردیده بود. گرسچنکرون پس از این‌که توانست به ایالات متحده مهاجرت نماید، وابستگی‌های سیاسی پیشین خود را به عنوان راز نگهداشت.

## تحقیقات
گرسچنکرون ریشه‌های روسی خود را در اقتصاد و تاریخ خود و با عمل‌کرد به عنوان منتقد ادبیات روسی، نگه داشت. کارهای اولیه وی متمرکز بر توسعه در اتحاد جماهیر شوروی و اروپای شرقی بود. در یک مقاله ۱۹۴۷ میلادی که مورد تقدیر قرار گرفت، او تأثیر گرسچنکرون را دریافت (تغییر سال پایه در یک شاخص، نرخ رشد آن شاخص را تعیین می‌کند). کارهای اولیه وی اغلب شامل دنبال کردن ترفندهای آماری برنامه‌ریزان شوروی بود.

### اثر گرسچنکرون
در ۱۹۵۴ میلادی، گرسچنکرون مقاله‌ای را تحت عنوان شاخص دلار تولید ماشین‌آلات شوروی، ۱۹۲۷–۱۹۲۸ تا ۱۹۳۷ منتشر نمود که مورد تحسین قرار گرفت. او طی این مقاله خود چیزی را معرفی نمود که امروزه به عنوان تأثیر گرسچنکرون معروف است (تفاوت میان شاخص‌های محاسبه‌شده مقدار بر اساس پاشه و لسپیرز). در این مطالعه، وی یک سری از شاخص‌های دلار تولید صنعتی شوروی را به هدف اثبات نمودن نقص‌های شاخص رسمی شوروی در آن زمان (۱۹۲۷ – ۱۹۳۷ میلادی) جمع‌آوری نمود. او نشان داد که نرخ بالای رشد تولیدات صنعتی شوروی به علت تأثیر جانبداری رقم شاخص بود: شاخص لسپیرز که بر اساس وزنه‌های ۱۹۲۶–۲۷ محاسبه گردیده بود، توسعه واقعی را به‌طور چشم‌گیری گزاف نشان می‌دهد. «تأثیر گرسچنکرون» یک کشف قابل‌توجه بود که رشد بالاتر اعلام‌شده شوروی را فرونشاند.
وبسایت سازمان همکاری و توسعه اقتصادی، جزئیات بیشتری در مورد تأثیر گرسچنکرون ارایه می‌کند:
| « | تاثیر گرسچنکرون می‌تواند در روش‌های تجمع که یا از ساختار قیمت مرجع یا از ساختار مقدار مرجع برای مقایسه کشورها استفاده می‌نمایند، ظاهر شود. در روش‌های که از یک ساختار قیمت مرجع استفاده می‌شود، سهم کل تولید ناخالص داخلی یک کشور (مجموع تولید ناخالص داخلی در مقابل گروهی از کشورهای که با آن‌ها مقایسه می‌گردد) افزایش خواهد یافت چون ساختار قیمت مرجع، ساختار قیمت خود را کم‌تر مدنظر می‌گیرد. در روش‌های که از یک ساختار مقدار مرجع استفاده می‌گردد، سهم کل تولید ناخالص داخلی یک کشور کاهش خواهد یافت چون ساختار مقدار مرجع، ساختار مقدار خود را کم‌تر مدنظر می‌گیرد. تأثیر گرسچنکرون به‌خاطر موجودیت هم‌بستگی منفی میان قیمت‌ها و مقدارها، ایجاد می‌شود. به عبارت دیگر، روال‌های مخارج در واکنش به تغییرات در قیمت‌های نسبی تغییر می‌کند، چون مصرف‌کنندگان مخارج خود را به‌سوی کالاهای به‌طور نسبی ارزان‌تر تغییر می‌دهند. | » |

### عقب ماندگی اقتصادی از دید تاریخی
در ۱۹۵۱ میلادی، گرسچنکرون رساله عقب‌ماندگی اقتصادی از دید تاریخی را نوشت که بنیاد حرفه وی را شکل داده و برای تاریخ اقتصاد اروپا بسیار مهم بود. در این مقاله، او نظریه مراحل خطی توسعه اقتصادی را توسعه بخشید، نظریه‌ای که مدعی است، توسعه در مراحل بسیار قاطع پیش می‌رود.
این رساله به مسئله «عقب‌ماندگی اقتصادی» پرداخته و استدلال می‌نماید که هر چقدر یک اقتصاد در آغاز توسعه اقتصادی دچار عقب‌ماندگی باشد، به همان اندازه احتمال وقوع برخی حالات حتمی است. گرسچنکرون اظهار داشت که کشوری مانند روسیه که در زمان آغاز دوره صنعتی‌سازی نسبت به بریتانیا عقب‌مانده بود، از همان مراحل توسعه نگذشت. نظریه عقب‌ماندگی اقتصادی وی قویاً در مخالفت با سایر نظریات مراحل یک‌نواخت، به‌ویژه با نظریه مراحل رشد رستو، قرار دارد. او پیش‌بینی می‌نماید که به هر اندازه یک کشور «از نظر اقتصادی عقب‌مانده» باشد به همان اندازه موارد ذیل را شاهد خواهیم بود:
- نرخ‌های سریع‌تر رشد صنعتی
- فشار بالاتر بر کالاهای میانی یا سرمایه‌ای نسبت به کالاهای مصرفی
- جهش‌های سریع‌تر رشت به‌جای نرخ‌های تدریجی رشد
- ماشین‌آلات و بنگاه‌های بزرگ‌تر و تأکید بیشتر بر فناوری امروزی: کشورهای عقب‌مانده می‌توانند ماشین‌آلات تولیدکنندگان اولیه را خریداری نمایند، به عنوان مثال روسیه (عقب‌مانده‌ترین کشور) ماشین‌آلات و تجهیزات حمل و نقل بریتانیا (اقتصاد کم‌تر عقب‌مانده) را وارد خواهد کرد.
- تاکید بیشتر بر تولید متکی بر سرمایه نسبت به تولید متکی بر کار
- استاندارد زندگی پایین‌تر
- کمرنگ بودن نقش زراعت
- نقش فعال‌تر دولت و بانک‌های بزرگ در تأمین سرمایه و کارآفرینی
- ایدئولوژی‌های بیشتر «خصومت آمیز» رشد.

گرسچنکرون عقب‌ماندگی اقتصادی را تعریف نکرد، اما به عوامل مربوطه اشاره نمود: درآمد سرانه، مقدار سرمایه اجتماعی سربار، سواد، نرخ‌های پس‌انداز و سطح فناوری. او همچنین به یک محور شمال‌غرب تا جنوب‌غرب در اروپا اشاره نمود که در آن بریتانیا کم‌تر عقب‌مانده بوده و متعاقباً بلژیک، هلند، فرانسه، آلمان، اتریش، ایتالیا بوده و روسیه – عقب‌مانده‌ترین اقتصاد – قرار دارند.
علی‌رغم ریشه خود در مکتب اتریشی، او از نظریه «خسیس بودن، 'نه-یک-هالر-سیاست‌های-بیشتر'» اقتصاددان مشهور اتریشی اویگن بوم فون باورک که بعدتر وزیر دارایی اتریش شد، انتقاد نمود. او بیشتر تقصیر عقب‌ماندگی اقتصادی اتریش را بر بی‌میلی بوم-باورک به مصارف سنگین روی پروژه‌های عمومی، انداخت.

### نان و دموکراسی در آلمان
در ۱۹۴۳ میلادی، گرسچنکرون کتابی تحت عنوان نان و دموکراسی در آلمان را منتشر کرد. در این مطالعه، او به مسئله ارتباط میان دموکراسی و محافظت از محصولات کشاورزی، به‌ویژه گندم و سایر غلات می‌پردازد. گرسچنکرون پی می‌برد که ایجاد دموکراسی در آلمان بستگی به عوامل متعددی دارد و او در کتابش به‌طور مشخص تنها یک بعد مسئله را به مطالعه می‌گیرد، موضع زمین‌داران اشرافی آلمان (یانکرها) و سیاست‌های کشاورزی و ارتباط آن با دموکراسی.
او تاریخ اقتصادی مسئله را این‌گونه تعریف می‌کند: در ۱۸۷۹ میلادی، آلمان تعرفهٔ جدیدی معرفی نموده و یک سیاست مشخص طراحی نمود که از تولیدات داخلی غلات در مقابل رقابت خارجی محافظت می‌کرد. این سیاست به نفع مالکان بزرگ زمین یعنی یانکرها تمام شد، کسانی که سمت‌های مهم سیاسی در پروس داشتند. این سیاست همچنین برای یک بخش عمده خرده‌دهقان‌پیشه‌های آلمان نیز سودمند واقع شد. در ۱۹۲۶ میلادی، هشت سال بعد از شکست آلمان‌ها در جنگ جهانی اول، مالکان بزرگ زمین به مبارزه علیه نیروهای دموکراسی آغاز کردند. آن‌ها یک دوره جدید محافظت افزایش‌یافته کشاورزی را معرفی نمودند که بار دیگر به نفع خرده‌دهقان‌پیشه‌ها و مالکان بزرگ زمین بود.
گرسچنکرون به این نتیجه می‌رسد که «بازسازی دموکراتیک آلمان… و بیمه کردن صلح جهانی، نیازمند حذف بنیادی یانکرها به عنوان یک گروه اجتماعی و اقتصادی است». وی اصلاحات بنیادی را نیز توصیه می‌نماید. برای نائل شدن به تعادل مجدد کشاورزی و قراردادن آن در وضعیت رقابتی، او معرفی یک تجارت انحصاری محصولات کشاورزی عمده از سوی دولت در آلمان را پیشنهاد می‌نماید. با داشتن امتیاز انحصاری، دولت می‌تواند یک سیاست قیمت را تنظیم نماید، سیاستی که تعدادی از دهقان‌ها را مجبور خواهد کرد تا تولید غلات برای بازار را متوقف نمایند و در نهایت دولت بتواند تعادل مجدد ضروری در هزینه-بر کشاورزی نظر به وضعیت بازار بین‌المللی را برقرار نماید.
گرسچنکرون همچنین در مورد مشکلات ممکنه که از اثر ایجاد انحصار دولتی بروز می‌نماید، هشدار می‌دهد. او معتقد است که مدیریت امتیاز انحصاری مستلزم «مهارت عملی و انرژی شگرف» است. او باور دارد که آلمان‌ها باید این برنامه تعادل مجدد کشاورزی را در میثاق‌های صلح وارد نموده و مسئولیت اجراء و نظارت از آن را به یک نهاد اقتصادی بین‌المللی واگذار نمایند.

## تاثیرات
گرسچنکرون تأثیر عمیقی بر شاگردان خود داشت. در دانشگاه هاروارد، او کارگاه آموزشی تاریخ اقتصادی را رهبری نموده و مضامین اقتصاد شوروی و تاریخ اقتصاد را تدریس می‌کرد. در مضمون تاریخ اقتصاد، او یک دوره آموزشی یک‌ساله را تدریس می‌کرد که برای تمامی دانشجویان فوق لیسانس اقتصاد ضروری بود. دوره آموزشی وی مستلزم دو مقاله پایان‌نامه و یک امتحان نهایی بود. وی همچنین سمینارهای شامگاهی را یکبار در هفته برگزار می‌کرد که دانشجویان فوق لیسانس وی در آن روی ایده‌های پایان‌نامه بحث و تکنیک‌های کمی را ارزیابی می‌نمودند.
بیشتر دانشجویان وی حرفه‌های درخشان و مولدی داشتند و یک تعداد زیاد آن‌ها ریاست انجمن تاریخ اقتصادی را بر عهده گرفتند. ده تن از دانشجویان وی در اواسط دهه ۱۹۶۰ میلادی به افتخار وی یک یادگارنامه تهیه کردند. عنوان این کتاب صنعتی سازی در دو نظام بوده و در ۱۹۶۶ میلادی منتشر شد.

## گرسچنکرون به عنوان یک متخصص
گرسچنکرون معروف به یک متخصص بسیار درخشان بود. آن‌گونه که یکی از دانشجویان پیشین وی دیردری مک‌کلوسکی می‌گوید، «الکساندر گرسچنکرون بهترین استاد یا بهترین اقتصاددان یا بهترین تاریخ‌دان و غیره – یا حتی من فکر می‌کنم بهترین انسان نبود. اما او واقعاً بهترین متخصصی بود که من می‌شناختم».
گرسچنکرون موضوعات مختلفی را تحت مطالعه قرار داد، از جمله تاریخ اقتصاد، اقتصاد اتحاد جماهیر شوروی، آمارشناسی، شعر یونانی و سایر موارد در میان آن‌ها. او همچنین چندین زبان را آموخت. هنگامی که او در اتریش آموزش می‌دید، زبان‌های لاتین، یونانی، فرانسوی و آلمانی را فرا گرفت. در اواخر زندگی، او به آسانی می‌توانست زبان‌ها را یادگیرد – یک هفته سوئدی، هفته دیگر بلژیکی. به عنوان مثالی از مهارت او در زبان‌ها، دیردری مک‌کلوسکی در مورد ارزیابی تند گرسچنکرون از یک ترجمه روسی می‌گوید: «او یک نقد بسیار مخربی در مورد یک کتاب اقتصادی که از زبان روسی ترجمه شده بود نوشت و به‌طور مفصل ظاهراً به تسلط نحیف نویسنده بر زبان حمله کرد. مترجم این پررویی را داشت تا در کنفرانسی به گرسچنکرون نزدیک شود و به‌طور دوستانه بگوید، «پرفیسور گرسچنکرون، من می‌خواهم بدانید که من از نقد شما خشم‌گین نیستم». گرسچنکرون پاسخ داد، «خشم‌گین؟ چرا تو باید خشم‌گین باشی؟ شرمسار، بلی؛ اما خشم‌گین، نخیر».
علاوه بر دانش سترگ در مورد تاریخ اقتصادی، او همچنین به مطالعه ادبیات می‌پرداخت. او و همسرش باهم مقاله‌ای در مورد ترجمه‌های شکسپیر نوشتند که در یک ژورنال ادبی به چاپ رسید.

## جایزه الکساندر گرسچنکرون
انجمن تاریخ اقتصادی جایزه الکساندر گرسچنکرون را ایجاد نمود. این جایزه به بهترین رساله در مورد تاریخ اقتصادی یک منطقه خارج از ایالات متحده یا کانادا، اعطاء می‌گردد. برای این‌که واجد شرایط شرکت در جایزه الکساندر گرسچنکرون باشید، شما باید مدرک دکترای تخصصی خود را در همان سالی که جایزه اعطاء می‌گردد یا سال قبلی آن، به‌دست آورده باشید.